# Фізична залежність
Фізична залежність — це така залежність від певних дій і/чи психоактивних речовин, відсутність яких спричиняє психосоматичні розлади, у тому числі сильне роздратування і неконтрольованість дій.
Під час фізичної залежності залежна людина прагне будь-якими способами(навіть кримінальними)здобути потрібну дозу препарату. За такого стану людина не контролює свої дії і наслідком цих дій може бути притягнення фізичної особи до кримінальної, адміністративної, цивільної чи іншої юридичної відповідальності залежно від того, на який злочин пішла залежна людина. Залежна від певного препарату людина щоразу збільшує дозу препарату. Людина може збільшувати дозу до тих пір, поки ця доза не стане смертельною. Після цього людина відчуває сильне нервове напруження, оскільки препарату вже не вистачає. Людина може вчинити самогубство. Якщо ж цього не відбувається, через день-два, у крайньому випадку тиждень, людина помирає від недостачі нейромедіаторів.